# Landskrona (comune)
Landskrona è un comune svedese di 41 655 abitanti, situato nella contea di Scania. Il suo capoluogo è la città omonima.

## Località
Nel territorio comunale sono comprese le seguenti aree urbane (tätort):
| # | Località       | Popolazione |
| - | -------------- | ----------- |
| 1 | Landskrona     | 28 670      |
| 2 | Häljarp        | 2 561       |
| 3 | Glumslöv       | 1 861       |
| 4 | Asmundtorp     | 1 551       |
| 5 | Saxtorpsskogen | 729         |
| 6 | Härslöv        | 401         |
| 7 | Annelöv        | 341         |
| 8 | Kvärlöv        | 206         |

## Amministrazione

### Gemellaggi
- Glostrup
- Kotka
- Fredrikstad
- Csepel
- Plochingen
- Võru